# Bisbat de Montalban

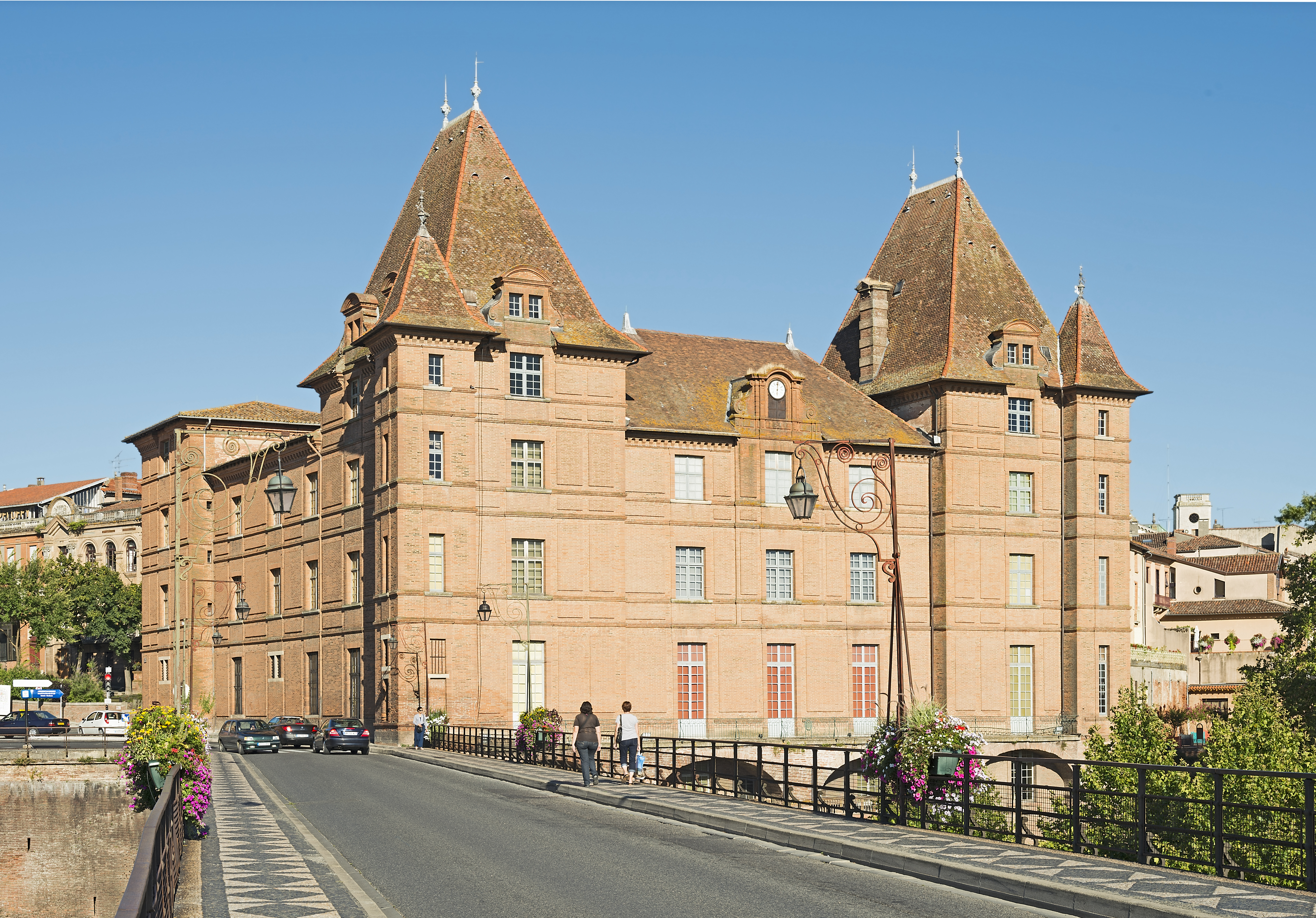
L'antic palau episcopal de Montauban, seu dels bisbes entre el 1680 i el 1790, i avui seu del Museu Ingres.

El bisbat de Montalban (francès: Diocèse de Montauban, llatí: Dioecesis Montis Albani) és una seu de l'Església Catòlica a França, sufragània de l'arquebisbat de Tolosa. El 2013 tenia 175.900 batejats sobre una població de 230.800 habitants. Actualment està regida pel bisbe Bernard Ginoux.

## Territori
La diòcesi comprèn el departament francès de Tarn i Garona.
La seu episcopal és la ciutat de Montalban, on es troba la catedral de Assumpció de Maria Verge.
El territori s'estén sobre 3.717 km², i està dividit en 321 parròquies, agrupades en 9 vicariats.

## Història
Sant Teodard, arquebisbe de Narbona, havia fundat al segle ix una abadia dedicada a San Martí en un terreny de la seva propietat a la confluència del Tarn i el Tescou, a Montauriòl. L'abadia més tard va prendre el nom de San Teodard, perquè el seu fundador havia mort allí i va ser enterrat. La ciutat de Montauban va ser fundada prop de l'abadia l'any 1144.
L'abadia va ser erigida en diòcesi l'11 de juliol de 1317 amb la butlla Salvator Noster del papa Joan XXII. Bertrand du Puy, l'últim abat de Sant Teodard, va ser nomenat primer bisbe. Al febrer de l'any següent, el papa, amb butlla de data 22 de febrer de 1318, definia els límits i la composició de la nova diòcesi, pres de l'arxidiòcesi de Tolosa i de la diòcesi de Caors.
L'abadia de Montauriòl va ser la seu episcopal fins al 1396, quan el bisbe Bertrand Robert de Saint-Jal va traslladar la seva residència a la localitat de Montalban.
A la segona meitat del segle xvi, els calvinistes es van convertir en senyors de la ciutat, tot i la resistència extenuant dels bisbes. El 1561 es prohibí el culte catòlic i es va iniciar la destrucció de les esglésies, que es va dur a terme l'any 1567. El 1570 la ciutat es va convertir en una de les quatre places protestants. El 1600 el culte catòlic es va permetre durant un temps curt, però no va ser fins al 1629 en que es va aconseguir que els catòlics recuperessin el control de la ciutat, després de la derrota definitiva dels protestants; el mateix any, el bisbe va poder tornar a la seva ciutat episcopal després d'anys de vagar per diversos castells de la diòcesi.
Durant el període calvinista, tant la catedral com l'antiga abadia de Sant Teodard (1567) van ser destruïdes. El 1692 es va posar la primera pedra de la nova catedral, que va ser consagrada solemnement l'1 de novembre de 1739. El 1664, el bisbe Pierre de Bertier va construir la nova residència episcopal, que avui allotja el Museu Ingres.
Seguint el concordat i amb la butlla Qui Christi Domini del Papa Pius VII del 29 de novembre de 1801, la diòcesi va ser suprimida i el seu territori va ser incorporat als de l'arxidiòcesi de Tolosa i les diòcesis d'Agen i de Cahors.
En 1808 Napoleó va establir el departament de Tarn i Garona, i el 17 de febrer d'aquell any el Papa Pius VII, amb la butlla Supremo pastorali munere, va acordar tornar a establir diòcesi en el territori del departament, que es va incloure a la diòcesi de Cahors. En realitat, aquestes decisions seguien sent una carta morta, ja que era impossible nomenar un bisbe.
El 6 d'octubre de 1822 amb la butlla Paternae charitatis del mateix Papa Pius VII, es va confirmar el restabliment de la diòcesi i es va nomenar un bisbe que venia de d'Amèrica, Jean-Louis Anne Madelain Lefebvre de Cheverus, que havia estat el primer Boston.

## Cronologia episcopal
- Bertrand du Puy, O.S.B. † (5 d'agost de 1317 - 1317 ? mort)
- Guillaume de Cardaillac, O.S.B. † (12 de novembre de 1317 - vers 1355 mort)
- Jacques de Daux, O.S.A. † (10 de juny de 1355 - 21 d'agost de 1357 nomenat bisbe de Gap)
- Bertrand de Cardaillac † (21 d'agost de 1357 - 1361 mort)
  - Arnaud Bernard du Pouget † (16 de juny de 1361 - 1368 renuncià) (administrador apostòlic)
- Pierre de Chalais † (18 d'octubre de 1368 - 22 de novembre de 1379 mort)
- Bertrand Robert de Saint-Jal, O.S.B. † (14 de gener de 1380 - vers 5 de setembre de 1403 mort)
- Géraud du Puy, O.Clun. † (27 de setembre de 1403 - 17 de desembre de 1404 nomenat bisbe de Saint-Flour)
- Raymond de Bar † (17 de desembre de 1404 - 26 de març de 1424 mort)
- Gérard de Faidit † (5 de juny de 1424 - 10 de setembre de 1425 nomenat bisbe de Couserans)
- Pierre de Cotigny † (28 de setembre de 1425 - 24 d'octubre de 1427 nomenat bisbe de Castres)
- Bernard de la Roche Fontenilles, O.F.M. † (24 d'octubre de 1427 - setembre de 1445 mort)
- Aymery de Roquemaurel, O.Clun. † (7 de gener de 1446 - 16 d'octubre de 1449 mort)
- Bernard de Rousergues † (9 de gener de 1450 - 3 de gener de 1452 nomenat arquebisbe de Tolosa)
- Guillaume d'Estampes † (3 de gener de 1452 - 18 de març de 1454 nomenat bisbe de Condom)
- Jean de Batut de Montrosier † (29 de març de 1454 - 1470 mort)
- Jean de Montalembert † (5 de juliol de 1471 - 29 de desembre de 1483 mort)
- Georges d'Amboise † (17 de desembre de 1484 - 2 de desembre de 1491 nomenat arquebisbe de Narbona)
- Jean d'Auriolle † (2 de desembre de 1491 - 1516 renuncià)
- Jean des Prés-Montpezat † (31 de maig de 1516 - 1537 renuncià)
- Jean de Lettes-Montpezat † (20 de novembre de 1537 - 1556 renuncià)
- Jacques des Prés-Montpezat † (12 de juny de 1556 - 25 de gener de 1589 mort)
  - Sede vacante (1589-1600)
- Anne Carrion de Murviel † (15 de novembre de 1600 - 8 de setembre de 1652 mort)
- Pierre de Bertier † (8 de setembre de 1652 - 28 de juny de 1674 mort)
- Jean-Baptiste-Michel Colbert † (15 de juliol de 1675 - 12 d'octubre de 1692 nomenat arquebisbe de Tolosa)[3]
- Henri de Nesmond † (15 d'octubre de 1692 - 12 de novembre de 1703 nomenat arquebisbe d'Albi)[4]
- François Joseph Henri de Nettancourt-Vaubécourt d'Haussonville † (11 de febrer de 1704 - 14 de novembre de 1729 renuncià)
- Michel de Verthamon de Chavagnac † (28 de novembre de 1729 - 25 de setembre de 1762 mort)
- Anne-François Victor Le Tonnelier de Breteuil † (24 de gener de 1763 - 14 d'agost de 1794 mort)
  - Sede vacante (1794-1801)
  - Seu suprimida (1801-1808)
  - Sede vacante (1808-1822)
- Jean-Louis Anne Madelain Lefebvre de Cheverus † (3 de maig de 1823 - 2 d'octubre de 1826 nomenat arquebisbe de Bordeus)
- Louis-Guillaume-Valentin Dubourg, P.S.S. † (2 d'octubre de 1826 - 29 de juliol de 1833 nomenat arquebisbe de Besançon)
- Jean-Armand Chaudru de Trélissac † (30 de setembre de 1833 - 18 de desembre de 1843 jubilat)
- Jean-Marie Doney † (22 de gener de 1844 - 21 de gener de 1871 mort)
- Théodore Legain † (24 de maig de 1871 - 21 d'abril de 1881 mort)
- Adolphe-Josué-Frédéric Fiard † (18 de novembre de 1881 - 10 de gener de 1908 mort)
- Pierre-Eugène-Alexandre Marty † (10 de gener de 1908 - 3 de febrer de 1929 mort)
- Clément-Emile Roques † (15 d'abril de 1929 - 24 de desembre de 1934 nomenat arquebisbe d'Ais)
- Eli-Antoine Durand † (29 de maig de 1935 - 5 de novembre de 1939 mort)
- Pierre-Marie Théas † (26 de juliol de 1940 - 17 de febrer de 1947 nomenat bisbe de Tarba i Lorda)
- Louis-Marie-Joseph de Courrèges d'Ustou † (8 de setembre de 1947 - 2 de setembre de 1970 jubilat)
- Roger Joseph Tort † (2 de setembre de 1970 - 16 de gener de 1975 mort)
- Jacques Marie Sébastien de Saint-Blanquat (5 d'agost de 1975 - 18 de novembre de 1995 renuncià)
- Bernard Housset (17 de maig de 1996 - 28 de novembre de 2006 nomenat bisbe de La Rochelle)
- Bernard Ginoux, des de l'11 de maig de 2007

## Estadístiques
A finals del 2013, la diòcesi tenia 175.900 batejats sobre una població de 230.800 persones, equivalent al 76,2% del total.
| any  | població | població | població | sacerdots | sacerdots       | sacerdots       | sacerdots             | diaques | religiosos | religiosos | parròquies |
| ---- | -------- | -------- | -------- | --------- | --------------- | --------------- | --------------------- | ------- | ---------- | ---------- | ---------- |
| any  | batejats | total    | %        | total     | clergat secular | clergat regular | batejats por sacerdot | diaques | homes      | dones      |            |
| 1948 | 161.664  | 167.664  | 96,4     | 278       | 253             | 25              | 581                   |         |            |            | 328        |
| 1969 | 177.000  | 183.572  | 96,4     | 231       | 219             | 12              | 766                   |         | 22         | 600        | 94         |
| 1980 | 179.500  | 185.600  | 96,7     | 166       | 162             | 4               | 1.081                 | 1       | 4          | 347        | 295        |
| 1990 | 190.000  | 196.000  | 96,9     | 136       | 129             | 7               | 1.397                 | 2       | 15         | 288        | 295        |
| 1999 | 202.000  | 206.800  | 97,7     | 110       | 102             | 8               | 1.836                 | 6       | 14         | 217        | 295        |
| 2000 | 201.000  | 205.924  | 97,6     | 112       | 101             | 11              | 1.794                 | 6       | 13         | 206        | 295        |
| 2001 | 201.000  | 206.034  | 97,6     | 108       | 98              | 10              | 1.861                 | 6       | 12         | 195        | 295        |
| 2002 | 201.000  | 206.034  | 97,6     | 98        | 89              | 9               | 2.051                 | 6       | 11         | 201        | 295        |
| 2003 | 160.000  | 206.034  | 77,7     | 98        | 89              | 9               | 1.632                 | 6       | 12         | 189        | 295        |
| 2004 | 160.000  | 206.034  | 77,7     | 93        | 83              | 10              | 1.720                 | 6       | 13         | 194        | 295        |
| 2013 | 175.900  | 230.800  | 76,2     | 71        | 59              | 12              | 2.477                 | 9       | 12         | 117        | 321        |